# Gustav Veit
Aloys Constantin Conrad Gustav Veit (Leobschütz, 3 de junio de 1824 - Deyelsdorf, 20 de abril de 1903) fue un ginecólogo y obstetra alemán. Fue el padre del ginecólogo Johann Veit (1852-1917).
En 1848 recibió su doctorado en medicina en la Universidad de Halle y, tras graduarse, permaneció en Halle como asistente de Anton Friedrich Hohl (1789-1862) en el Instituto de Maternidad. En 1854 obtuvo la cátedra de obstetricia en la Universidad de Rostock y en 1864 se trasladó a la Universidad de Bonn como profesor y director del departamento de obstetricia.
Su nombre está asociado con la “maniobra de Mauriceau-Smellie-Veit”, procedimiento definido como un método clásico de parto de nalgas asistido. La maniobra del parto también contiene los nombres de los obstetras François Mauriceau (1637-1709) y William Smellie (1697-1763), aunque fue descrita por primera vez por Jacques Guillemeau (1550-1613) en un tratado de 1609 llamado De l'accouchement hereux des femmes.
Entre sus obras escritas se encontraba un tratado sobre enfermedades de los órganos sexuales femeninos titulado Krankheiten der weiblichen Geschlechtsorgane: Puerperalkrankheiten. Fue incluido en el Handbuch der speciellen Pathologie und Therapie (Libro de texto de patología y terapia especializada, en alemán) de Rudolf Virchow.